# Parafia św. Marcina w Starej Kiszewie
Parafia Świętego Marcina w Starej Kiszewie – rzymskokatolicka parafia w Starej Kiszewie. Należy do dekanatu zblewskiego diecezji pelplińskiej. Erygowana w 1347 roku.
Obecny kościół pw. św. Marcina, murowany z cegły, został wybudowany w latach 1889–1891 w stylu neogotyckim, wznosi się na prawym brzegu Wierzycy. Konsekracji kościoła dokonał 5 kwietnia 1891 roku generalny wikary ks. dr Lüdkie.